# Saison 1 de Good Trouble
 (janvier 2019).
Si vous disposez d'ouvrages ou d'articles de référence ou si vous connaissez des sites web de qualité traitant du thème abordé ici, merci de compléter l'article en donnant les références utiles à sa vérifiabilité et en les liant à la section « Notes et références ».
Chronologie
Saison 5
(The Fosters) Saison 2
Cet article présente la première saison de la série télévisée américaine Good Trouble.

## Distribution

### Acteurs principaux
- Maia Mitchell : Callie Adams Foster
- Cierra Ramirez : Mariana Adams Foster
- Zuri Adele : Malika Williams (11 épisodes)
- Sherry Cola : Alice Kwan (10 épisodes)
- Tommy Martinez : Gael Martinez (10 épisodes)
- Roger Bart : Curtis Wilson (9 épisodes)

### Acteurs récurrents
- Emma Hunton : Davia Moss
- Ken Kirby : Benjamin (10 épisodes)
- Dhruv Uday Singh : Raj Patil (10 épisodes)
- Dustin Ingram : Alex Wood (9 épisodes)
- Max Cutler : Sam Higgins (9 épisodes)
- Michael Galante : Bryan (9 épisodes)
- Anastasia Leddick : Kelly (9 épisodes)
- Josh Pence : Dennis Cooper (8 épisodes)
- Chloe Wepper : Casey Pierce (8 épisodes)
- Kara Wang : Sumi (8 épisodes)
- Beau Mirchoff : Jamie Hunter (8 épisodes)
- Heather Mazur : Angela Miller (7 épisodes)
- Charlie Bodin : Josh Mandela (7 épisodes)
- Nicki Micheaux : Sandra Thompson (7 épisodes)
- Molly McCook : Rebecca (6 épisodes)
- TJ Linnard : Evan Speck (6 épisodes)
- Briana Venskus : Meera Mattei (6 épisodes)
- Candace Nicholas-Lippman : Yari Clarke (5 épisodes)
- Chris Sheffield : Jeff Maxwell (5 épisodes)
- Daisy Eagan : Joey Riverton (5 épisodes)

### Invités spéciaux deThe Fosters
- Teri Polo : Stefanie « Stef » Adams Foster (épisodes 5 et 11)
- Sherri Saum : Lena Adams Foster (épisodes 5 et 11)
- Hayden Byerly (en) : Jude Adams Foster (épisode 2)
- Noah Centineo : Jesus Adams Foster (épisode 8)
- David Lambert : Brandon Foster (épisode 10)

### Invités
- J. Mallory McCree : Dom Williams (épisodes 2, 9, 12 et 13)
- Noshir Dalal : Amir Turani (épisodes 3, 9, 11 et 13)
- Jonathan Stanley : Lawrence Griffin (épisodes 3, 9, 11 et 13)
- Jeffrey Stubblefield : Michael Davidson (épisodes 3, 9, 11 et 13)
- Sarunas Jackson : Isaac Hall (épisodes 7, 10, 11 et 13)
- Dianne Doan : Kate Nguyen (épisodes 8, 9, 11 et 13)
- Seri DeYoung : Claire Badgley (épisodes 8, 11, 12 et 13)
- Maisie Klompus : Rachel Boyle (épisodes 8, 11, 12 et 13)
- Rachel Rosenbloom : Gina Spero (épisodes 8, 11, 12 et 13)
- Iantha Richardson : Tolu Eze (épisodes 2, 7 et 11)
- Eric M. Myrick : Dylan (épisodes 3, 4 et 12)
- Hailie Sahar : Jazmin Martinez (épisodes 3, 6 et 12)
- Lisagaye Tomlinson : Nia Walker (épisodes 3, 11 et 13)
- Zachary Gordon : Tate Wilson (épisodes 4, 8 et 11)
- Annie Little : Jennifer Cooper (épisodes 6, 10 et 12)
- Jessica Tuck : Libby Wilson (épisodes 4 et 11)
- Brandon Barash : Nathan (épisodes 8 et 12)
- Lee Chen : Trea Kwan (épisodes 9 et 13)
- Robert Michael Lee : Alan Kwan (épisodes 9 et 13)
- Karole Foreman : Keisha Williams (épisodes 9 et 13)
- Riley Go : Vivian (épisodes 12 et 13)
- Kendall Joy Hall : Malika Williams, jeune (épisode 3)
- Cedric Joe : Dom Williams, jeune (épisode 3)
- Joanna Johnson : Diana (épisode 9)
- Spencer Moore II : Jamal Thompson (épisode 11)
- Patrisse Cullors : Elle-même (épisode 13)

## Liste des épisodes

### Épisode 1: Bienvenue au Palace
- États-Unis : 8 janvier 2019 sur Freeform

- Josh Pence : Dennis
- Emma Hunton : Davia Moss
- Molly McCook : Rebecca
- Ken Kirby : Benjamin
- Barbara Eve Harris : Barbara
- Heather Mazur : Angela Miller
- Chloe Wepper : Casey
- TJ Linnard : Evan Speck
- Nicki Micheaux : Sandra Thompson
- Dhruv Uday Singh : Raj Patil
- Dustin Ingram : Alex Wood
- Michael Galante : Bryan
- Anastasia Leddick : Kelly
- Max Cutler : Sam Higgins
- Peter Daut : journaliste
- Drew Fonteiro : Tony
- Grasie Mercedes-Garcia : fille
- Paige Smith : gardien

### Épisode 2: La Coterie
- États-Unis : 15 janvier 2019 sur Freeform

- Hayden Byerly : Jude Adams Foster
- Josh Pence : Dennis
- Emma Hunton : Davia Moss
- Molly McCook : Rebecca
- Ken Kirby : Benjamin
- J. Mallory McCree : Dom Williams
- Dustin Ingram : Alex Wood
- Dhruv Uday Singh : Raj Patil
- Michael Galante : Bryan
- Briana Venskus : Meera Mattei
- Charlie Bodin : Josh Mandela
- Kara Wang : Sumi
- Anastasia Leddick : Kelly
- Max Cutler : Sam Higgins
- Candace Nicholas-Lippman : Yari Clarke
- Iantha Richardson : Tolu Eze
- Brenna Otts : Rain

### Épisode 4: Jouer le Jeu
- États-Unis : 29 janvier 2019 sur Freeform

- Emma Hunton : Davia Moss
- Molly McCook : Rebecca
- Ken Kirby : Benjamin
- Heather Mazur : Angela Miller
- Chloe Wepper : Casey
- Jessica Tuck : Libby Wilson
- Dustin Ingram : Alex Wood
- Dhruv Uday Singh : Raj Patil
- Michael Galante : Bryan
- Kara Wang : Sumi
- Briana Venskus : Meera Mattei
- Chris Sheffield : Jeff
- Zachary Gordon : Tate Wilson
- Anastasia Leddick : Kelly
- Max Cutler : Sam Higgins
- Eric M. Myrick : Dylan
- Claudio Pinto : technicien d'entretien
- Nicki Micheaux : Sandra Thompson

### Épisode 5: Des mamans en or
- États-Unis : 5 février 2019 sur Freeform

- Teri Polo : Stefanie « Stef » Adams Foster
- Sherri Saum : Lena Adams Foster
- Josh Pence : Dennis
- Emma Hunton : Davia Moss
- Ken Kirby : Benjamin
- Nicki Micheaux : Sandra Thompson
- Michael Galante : Bryan
- Kira Kosarin : Aria
- Anastasia Leddick : Kelly
- Tony Winters : officier du Service des Incendies
- Brian Maillard : homme

### Épisode 6: La trahison
- États-Unis : 12 février 2019 sur Freeform

- Josh Pence : Dennis
- Emma Hunton : Davia Moss
- Beau Mirchoff : Jamie Hunter
- Ken Kirby : Benjamin
- TJ Linnard : Evan Speck
- Heather Mazur : Angela Miller
- Chloe Wepper : Casey
- Dustin Ingram : Alex Wood
- Dhruv Uday Singh : Raj Patil
- Hailie Sahar : Jazmin Martinez
- Charlie Bodin : Josh Mandela
- Denise Dowse : secrétaire
- Spencer Neville : Zeke
- Max Cutler : Sam Higgins
- Anastasia Leddick : Kelly
- Annie Little : Jennifer
- David Shatraw : Greg
- Chris Sheffield : Jeff

### Épisode 7: Swipe à droite
- États-Unis : 19 février 2019 sur Freeform

- Emma Hunton : Davia Moss
- Sarunas Jackson : Isaac Hall
- Kara Wang : Sumi
- Michael Galante : Bryan
- Daisy Eagan : Joey
- Paul Burke : Joe
- Alisa Allapach : Lara
- Kevin William Paul : Cody
- Steven Krueger : Eli
- Anastasia Leddick : Kelly
- Candace Nicholas-Lippman : Yari Clarke
- Iantha Richardson : Tolu Eze
- Vonzell Carter : ami d'Isaac

- Roger Bart n'apparaît pas dans cet épisode.
- Swipe right est une expression qui désigne le geste pour annoncer que l'on veut discuter avec une personne sur Tinder.

### Épisode 8: Girl Power
- États-Unis : 26 février 2019 sur Freeform

- Noah Centineo : Jesus Adams Foster
- Josh Pence : Dennis
- Emma Hunton : Davia Moss
- Molly McCook : Rebecca
- Beau Mirchoff : Jamie Hunter
- Ken Kirby : Benjamin
- Heather Mazur : Angela Miller
- Chloe Wepper : Casey
- Dianne Doan : Kate Nguyen
- Dustin Ingram : Alex Wood
- Dhruv Uday Singh : Raj Patil
- Charlie Bodin : Josh Mandela
- Zachary Gordon : Tate Wilson
- Brandon Barash : Nathan
- Denise Dowse : secrétaire
- Max Cutler : Sam Higgins
- Seri DeYoung : Claire
- Maisie Klompus : Rachel
- Rachel Rosenbloom : Gina
- Pia Shah : Elizabeth Rogers
- Brandon Ruiter : ingénieur

- Zuri Adele, Sherry Cola et Tommy Martinez n'apparaissent pas dans cet épisode.
- Byte Club est un jeu de mots avec Fight Club : ici, les participantes au Byte Club veulent combattre le sexisme dans le monde de la technologie, d'où l'emploi du mot "octet".

### Épisode 10: Jusqu'au bout de la nuit
- États-Unis : 12 mars 2019 sur Freeform

- David Lambert : Brandon Foster
- Josh Pence : Dennis
- Emma Hunton : Davia Moss
- Beau Mirchoff : Jamie Hunter
- Sarunas Jackson : Isaac Hall
- Dustin Ingram : Alex Wood
- Michael Galante : Bryan
- Dhruv Uday Singh : Raj Patil
- Kara Wang : Sumi
- Chris Sheffield : Jeff
- Max Cutler : Sam Higgins
- Annie Little : Jennifer
- Andrew Miller : Joe

### Épisode 12: L'art de plaire
- États-Unis : 26 mars 2019 sur Freeform

- Josh Pence : Dennis
- Emma Hunton : Davia Moss
- Beau Mirchoff : Jamie Hunter
- TJ Linnard : Evan Speck
- Heather Mazur : Angela Miller
- Chloe Wepper : Casey
- Dhruv Uday Singh : Raj Patil
- Michael Galante : Bryan
- Kara Wang : Sumi
- Briana Venskus : Meera Mattei
- Hailie Sahar : Jazmin Martinez
- Charlie Bodin : Josh Mandela
- Chris Sheffield : Jeff
- Riley Go : Vivian
- Daisy Eagan : Joey
- Brandon Barash : Nathan
- Marc Anthony Samuel : Kamar
- Candace Nicholas-Lippman : Yari Clarke
- Eric M. Myrick : Dylan
- Seri DeYoung : Claire
- Maisie Klompus : Rachel
- Annie Little : Jennifer
- Rachel Rosenbloom : Gina
- Kevin Sifuentes : Carl
- J. Mallory McCree : Dom Williams